# Тангуй Косінс
Тангуй Косінс (фр. Tanguy Cosyns, нар. 25 червня 1991, Брюссель, Бельгія) — бельгійський хокеїст на траві, срібний призер Олімпійських ігор 2016 року.

## Виступи на Олімпіадах
| Олімпіада           | Дисципліна     | Місце |
| ------------------- | -------------- | ----- |
| Ріо-де-Жанейро 2016 | хокей на траві | 2     |

## Зовнішні посилання
- Тангуй Косінс — олімпійська статистика на сайті Sports-Reference.com (англ.) (архівна версія)